# ドゥガルド・クリスティー
ドゥガルド・クリスティー（Dugald Christie、中国語: 司督閣、1855年11月11日 - 1936年12月2日）は、イギリス・スコットランド出身の医師・キリスト教宣教師で、19世紀後半から20世紀前半にかけて中国東北部の営口と瀋陽で医療伝道を行ない、彼が建てた病院は中国医科大学の一部になっている。
彼の自伝『奉天三十年』は矢内原忠雄訳で日本でも広く知られている。

## 生涯・人物
ドゥガルド・クリスティーは1855年にスコットランドに生まれ、エディンバラで医学を学んだ。1882年にエディンバラ医療宣教会から中国・満洲へ派遣されて、初めは牛荘港（現在の営口）で医療伝道を行ない、後に奉天（現在の瀋陽）に移り、ここで病院を建てて、この病院はその後中国医科大学に発展した。1900年からはスコットランド自由教会からの派遣になっている。1923年に帰国し、1936年にエディンバラで亡くなった。

## 著書
- 『満洲生活三十年 奉天の聖者クリステイの思出』衛藤利夫 訳. 笠木良明,1935
- 『奉天三十年』岩波新書　矢内原忠雄 訳, 1938